# 九龙镇 (禄劝县)
九龙镇，是中华人民共和国云南省昆明市禄劝彝族苗族自治县下辖的一个镇。

## 行政区划
九龙镇下辖以下地区：
九龙村、树楂村、麻地村、里块村、沙鱼郎村、和平村、老鸡街村、河东村、民权村、德善村、撒布开村、教务营村、文林村、木克村、功德村、三哨村、九华村和万民村。